# Hémoglobinurie
 Mise en garde médicale
L'hémoglobinurie est un symptôme qui traduit la présence d'hémoglobine dans les urines.

## Définitions
L'hémoglobine est une molécule, constituant pigmentaire de l'hématie (globule rouge), dont un des éléments principaux est le fer. Elle est responsable du transport de l'oxygène par le sang. À l'état normal elle ne doit pas se trouver librement, ni dans le sang, ni dans les urines.
Lorsqu'elle circule librement dans le sang on parle d'hémoglobinémie et dans les urines d'hémoglobinurie. Cette dernière est souvent la conséquence de la première.
Elle peut donc accompagner toute hémolyse importante (destruction brutale de globules rouges). Dans ce cas, en effet, l'hémoglobine libre passe dans le sérum (hémoglobinémie) et, dès que la capacité de fixation des protéines sériques est débordée, le pigment apparaît dans les urines, d'où la teinte variant du rouge clair au noir que présentent celles-ci. 

## Origines et causes
L'hémoglobinurie est détectée dans les urines lorsqu'il y a une destruction des globules rouges importante dans la circulation sanguine (hémolyse).
Les causes principales sont : une hémolyse intravasculaire avec augmentation importante de l'hémoglobine plasmatique (hémoglobinémie), une hémosidérinurie dans les hémolyses chroniques, une hémoglobinurie paroxystique nocturne ou maladie de Marchiafava et Michaeli (dont le symptôme majeur est l'hémoglobinurie matinale, c'est-à-dire la présence dans les premières urines du matin de l'hémoglobine libérée des hématies, lorsque celles-ci ont éclaté durant la nuit. Les urines du matin sont alors brun-rouge comparable à la couleur du Coca-Cola), une anémie hémolytique auto-immune ou mécanique (dont l'hémoglobinurie paroxystique a frigore).

## Diagnostic différentiel
La myoglobinurie, qui survient dans les écrasements musculaires ou lors de certains exercices sportifs violents, doit être distinguée de l'hémoglobinurie.
L'hémoglobinurie est identifiée par des réactions spécifiques de l'hémoglobine et par l'examen microscopique qui prouve l'absence d'hématies dans les urines. En effet, une hématurie macroscopique (saignement visible dans les urines) doit être distinguée d’une urine colorée par des pigments en centrifugeant les urines. Dans une hématurie, seul le sédiment est rouge et le surnageant est clair. La présence d’un surnageant rouge avec une bandelette urinaire positive signifie une myoglobinurie ou une hémoglobinurie. Le surnageant rouge avec une bandelette négative signe une porphyrie, ou une ingestion d’aliments colorants (betterave, rhubarbe) ou de médicaments (rifampicine, phénothiazine, lévodopa). Il faut aussi éliminer les urines sanglantes par contamination d'une hémorragie génitale ou par le sang des règles.